# Жоке, Руди
Руди Жоке (нидерл. Rudy Jocqué; р. 1946) — бельгийский арахнолог, крупный специалист по паукам. Открыл и впервые для науки описал около 800 новых видов и родов беспозвоночных животных.

## Биография
Жоке родился в 1946 году. В 1969 году окончил Гентский университет со степенью магистра зоологии, защитив диссертацию о планктоне в прудах недалеко от Остенде. Он получил докторскую степень по биологии в Гентском университете в 1981 году на основе диссертации, озаглавленной «Распространение, активность и закономерности роста пауков (Araneida) с особым вниманием к арахнофауне Kalmthoutse Heide». Его научным руководителем был профессор Ян Хубле (Jan Hublé). С 1970 года Жоке работал над подготовкой диссертации в его лаборатории экологии животных, зоогеографии и охраны природы. Он изучал арахнофауну в исследовательском институте Бельгийского университета; исследование дважды прерывалось миссиями ФАО: один раз с 1974 по 1976 год в Кот-д’Ивуар и один раз с 1977 по 1978 год в Малави.
Жоке также профессионально работал в Королевском музее Центральной Африки в Тервюрене с 1978 по 2011 год, сначала в качестве атташе, с 1985 года и до выхода на пенсию в качестве куратора и ответственного за отдел беспозвоночных, не являющихся насекомыми, а также в качестве зоолога, специализирующегося на афротропической арахнофауне. Он был одним из основателей Африканского арахнологического общества. За свою профессиональную карьеру он провел инвентаризацию 14 000 пауков со всего мира. Жоке также является секретарем Бельгийского арахнологического общества «Арабель» (ARABEL, ARAchnologia BELgica, Société Arachnologique de Belgique), одним из соучредителей которого он был в 1976 году. Жоке продолжал работать в музее в Тервюрене и после выхода на пенсию.
Редактор отдела зоологии журнала «European Journal of Taxonomy».
В 2005 году был награждён Почетной грамотой Лоуренса (Lawrence Certification of Merit for Advancement of Arachnology in Africa) за развитие арахнологии в Африке за свою работу в области африканской арахнологии.

## Труды
Открыл и впервые для науки описал около 800 новых видов и родов беспозвоночных животных. Он проводил полевые исследования примерно в 15 африканских странах. Его основной вклад в арахнологию — пересмотр в глобальном масштабе пауков из семейства пауков-муравьедов (Zodariidae) и создание справочника по африканским паукам и семействам пауков мира в сотрудничестве с А. Диппенаар-Шумэном. Он описал более 800 новых таксонов пауков, в основном Zodariidae, и внёс свой вклад в таксономию более 10 семейств. Он открыл и назвал внешний склерит пауков — хилум (chilum, склерит, расположенный между хелицерами и передним краем карапакса), — который теперь считается неотъемлемой частью описания пауков.

### Книги
- Jocqué R. & Dippenaar-Schoeman A. S. Spider families of the world (англ.). — Tervuren, Belgium: Musée royal de l’Afrique centrale, ARC-PPRI, 2006. — 336 p. — ISBN 978-9075-89485-1.

### Монографии
- Jocqué R. A generic revision of the spider family Zodariidae (Araneae) (англ.) // Bulletin of the American Museum of Natural History : Журнал. — 1991. — Vol. 201. — P. 1—160.
- Bosselaers J. & Jocqué R. Hortipes, a huge genus of tiny Afrotropical spiders (Araneae, Liocranidae) (англ.) // Bulletin of the American Museum of Natural History : Журнал. — 2000. — Vol. 256. — P. 1—108.
- Jocqué R. A revision of the Afrotropical genus Diores (Araneae, Zodariidae) (англ.) // Annales, Musée Royal de l’Afrique Centrale, Sciences zoologiques : Журнал. — 2010. — Vol. 260. — P. 1—81.
- Dankittipakul P., Jocqué R. & Singtripop T. Systematics and biogeography of the spider genus Mallinella Strand, 1906, with descriptions of new species and new genera from Southeast Asia (Araneae, Zodariidae) (англ.) // Zootaxa : Журнал. — 2012. — Vol. 3369. — P. 1—327. — doi:10.11646/zootaxa.3369.1.1.
- Henrard A. & Jocqué R. An overview of Afrotropical canopy-dwelling Orchestina (Araneae, Oonopidae), with a wealth of remarkable sexual dimorphic characters (англ.) // Zootaxa : Журнал. — 2012. — Vol. 3284. — P. 1—104. — doi:10.11646/zootaxa.3284.1.1.

## Патронимия
В знак признания крупного вклада Жоке в арахнологию коллеги назвали в его честь несколько новых для науки видов.
- Hahnia jocquei Bosmans, 1982
- Gallieniella jocquei Platnick, 1984
- Afrilobus jocquei Griswold & Platnick, 1987
- Thomisus jocquei Dippenaar-Schoeman, 1988
- Xevioso jocquei Griswold, 1990
- Evippa jocquei Alderweireldt, 1991
- Setaphis jocquei Platnick & Murphy, 1996
- Goleba jocquei Szüts, 2001
- Oedignatha jocquei Deeleman-Reinhold, 2001
- Raecius jocquei Griswold, 2002
- Cheiramiona jocquei Lotz, 2003
- Garcorops jocquei Corronca, 2003
- Habronestes jocquei Baehr, 2003
- Spermophora jocquei Huber, 2003
- Selenops jocquei Corronca, 2005
- Zelotes jocquei FitzPatrick, 2007